# Dalen
Dalen er en by og Tokke kommunes administrationscenter. Den ligger i Vestfold og Telemark fylke i Norge, og har 784 indbyggere . Stedet ligger ved den vestlige ende af søen Bandak og udgør enden af Telemarkskanalen.
Stedet er kendt for «eventyrhotellet» Dalen Hotel, som ligger der.
Inde i fjeldet ved Dalen ligger Tokke kraftværk. Tokkeværkerne regulerer den øverste vestre gren af Skiensvassdraget. De blev udbygget i fire etaper og stod færdig i 1979. Fra Hardangervidda og ned til Bandak er der et fald på 1000 meter.
I begyndelsen af 1900-tallet blev en række molybden-forekomster udnyttet i Telemark, blandt andet i Dalen og Bandaksli.